# Bram Brinkman
Abraham Leendert Cornelis (Bram) Brinkman (Oud-Vossemeer, 11 februari 1915 - Driebergen-Rijsenburg, 22 november 2009) was een Nederlands ARP-politicus.
Bram Brinkman is de zoon van burgemeester Leendert Cornelis Brinkman en vader van oud-CDA-leider Elco Brinkman.
In navolging van zijn vader werd hij ook burgemeester en wel van achtereenvolgens Stad aan 't Haringvliet, Giessendam en Hardinxveld-Giessendam. 